# 末広町35番地
『末広町35番地』（すえひろちょう35ばんち）は、一條裕子 著の漫画。1994年5月から1997年3月まで『COMICアレ!』（マガジンハウス）にて連載。1997年5月、単行本刊行。
東西の童話を題材にして、現代の末広町35番地にある団地を舞台に、翻案した連作集。童話の登場人物が団地の住人となっている。パロディではあるのだが、単に移行という作業だけを行っているのではなくて、一旦物語を完全に分解している。あたらしいストーリーは不条理もののようでありながら構成を持ち、寓意があるようでナンセンス、という奇妙なもの。しかしその中でギャグ・センスは冴えていて知性を感じさせる作品である。